# Ranulfo II di Poitiers
Ranulfo, o Rainulfo o Ramnulfo (845/50 circa – 890 circa o dopo luglio 892), fu conte di Poitiers (878 - 890) e duca d'Aquitania (888 - 890).

## Origine
Figlio del conte di Poitiers e duca d'Aquitania, Ranulfo I (ca. 815-866) e di Blichilde del Maine che secondo il monaco parigino Abbone, era una figlia del conte Rorgone I del Maine, mentre secondo altri cronisti era sì la figlia del conte del Maine, Rorgone I e di Blichilde ma era altresì la vedova del suo antagonista e pretendente al titolo di conte di Poitiers, Bernardo II di Poitiers, come riporta il canonico di Reims, Flodoardo. Secondo Ademaro di Chabannes, Rainulfo I era figlio del conte d'Alvernia, Gerardo I (ca. 800-841) e della badessa dell'abbazia di Saint-Jean di Laon, Hildegarda, figlia di Ludovico il Pio e di Ermengarda. Quindi, sempre secondo Ademaro di Chabannes ed il Chronico Richardi Pictavensis, era il nipote del conte d'Alvernia, Guglielmo I, fratello di Gerardo I.

## Biografia
Nell'866, dopo la morte di suo padre Ranulfo I (secondo l'Adonis Continuatio Prima, Auctore Anonymo combattendo contro i Normanni, colpito da una freccia, nel corso della battaglia di Brissarthe, in cui morì anche il conte di Parigi Roberto il Forte, il 15 settembre), mentre il titolo di duca di Aquitania rimase vacante, secondo lo storico francese Alfred Richard, Ranulfo fu privato del titolo di conte di Poitiers. La contea fu aggregata al regno di Aquitania, che fu assegnato al figlio di Carlo il Calvo, il futuro re di Francia, Luigi il Balbo e sempre secondo il Richard, Ranulfo ed i suoi fratelli furono condotti alla corte del re d'Aquitania.
Bernardo di Gotia allora occupò la contea di Poitiers e la governò, pur non avendone il titolo.
Verso l'867 Ranulfo II sposò Ermengarda (?-890), di cui non si conoscono gli ascendenti. Secondo lo storico francese Alfred Richard, la moglie di Ranulfo non si chiamava Adda, ma Ermengarda, perché in un documento della chiesa (Église Saint-Hilaire le Grand) di sant'Ilario di Poitiers, datato 878, inerente ad una donazione fatta alla chiesa stessa, il nome del conte Ranulfo (Ramnulfus comes) è seguito dal nome di Ermengarda (secondo il Richard, certamente la moglie).
Sempre secondo Alfred Richard, la firma che Ranulfo II pose sul documento di donazione sopra citato dimostra che, nell'878, Ranulfo II era entrato in possesso del titolo di suo padre, era stato riconosciuto conte di Poitiers. Alla morte del re dei Franchi occidentali e re d'Aquitania, Luigi il Balbo, Ranulfo II, sempre secondo il Richard si schierò con la vedova, Adelaide del Friuli e si prese cura del figlio Carlo, nato postumo, che divenne poi il re dei Franchi occidentali, Carlo il Semplice.
Nell'887, quando Carlo il Grosso fu esautorato, secondo il Richard tentò di contrapporre il suo protetto, l'ancor giovane, Carlo il Semplice a Oddone, conte di Parigi, mentre per il titolo di imperatore fu sostenitore di Guido da Spoleto. Poi, nell'888, dopo la morte di Carlo il Grosso, Oddone fu eletto re dei Franchi occidentali, mentre Ranulfo fu nominato duca di Aquitania dai grandi di Aquitania nell'assemblea di Bourges.
Ranulfo continuò a proteggere il giovane Carlo il Semplice, terzo figlio di Luigi il Balbo, che, nel frattempo, essendo morti i fratellastri, Luigi e Carlomanno, era stato riconosciuto legittimo erede al trono dei Franchi occidentali, e, nell'889, riuscì a tener testa ad una campagna militare del re di Francia Oddone, con cui poi trovò un accordo.
Secondo il Chronicon Santi Maxentii Pictavinis morì nell'890, mentre secondo il cronista Reginone morì, nel corso dell'892. In Aquitania, in quell'anno avevano preso corpo sentimenti avversi a Ranulfo che in quello stesso anno trovò la morte coi suoi due fratelli, Gosberto ed Ebles. sempre secondo Reginone Ranulfo ed i suoi fratelli, morirono combattendo; a Ranulfo successe il figlio illegittimo Ebalus il Bastardo, sia in Aquitania sia nella contea di Poitiers.

## Discendenza
Ranulfo ed Ermengarda ebbero un figlio:
- Ranulfo come è indicato nelle Europäische Stammtafeln[21], (?- ca. 901), forse premorto al padre;

e da un'amante di cui non si conoscono né il nome né gli ascendenti Ranulfo II ebbe un figlio naturale:
- Ebalus il Bastardo[6] (872-934), duca d'Aquitania, conte di Poitiers e conte d'Alvernia.

## Ascendenza
|                        |   |                       | Genitori           |  |  | Nonni |  |  | Bisnonni |  |  | Trisnonni |  |
|                        |   |                       |                    |  |  |       |  |  | …        |  |  | …         |  |
|                        |   |                       |                    |  |  |       |  |  | …        |  |  | …         |  |
|                        |   | …                     |                    |  |  |       |  |  | …        |  |  |           |  |
| Gerardo I d'Alvernia   |   |                       |                    |  |  |       |  |  | …        |  |  |           |  |
|                        |   | …                     | …                  |  |  |       |  |  |          |  |  |           |  |
|                        |   | …                     | …                  |  |  |       |  |  |          |  |  |           |  |
|                        |   | …                     | …                  |  |  |       |  |  |          |  |  |           |  |
| Ranulfo I di Poitiers  |   | …                     |                    |  |  |       |  |  |          |  |  |           |  |
|                        |   | Ludovico il Pio       | Carlo Magno        |  |  |       |  |  |          |  |  |           |  |
|                        |   | Ludovico il Pio       | Carlo Magno        |  |  |       |  |  |          |  |  |           |  |
|                        |   | Ludovico il Pio       | Ildegarda          |  |  |       |  |  |          |  |  |           |  |
| Ildegarda dei Franchi  |   | Ludovico il Pio       |                    |  |  |       |  |  |          |  |  |           |  |
|                        |   | Ermengarda di Hesbaye | Ingramm di Hesbaye |  |  |       |  |  |          |  |  |           |  |
|                        |   | Ermengarda di Hesbaye | Ingramm di Hesbaye |  |  |       |  |  |          |  |  |           |  |
|                        |   | Ermengarda di Hesbaye | Edvige di Baviera  |  |  |       |  |  |          |  |  |           |  |
| Ranulfo II di Poitiers |   | Ermengarda di Hesbaye |                    |  |  |       |  |  |          |  |  |           |  |
|                        | … | …                     |                    |  |  |       |  |  |          |  |  |           |  |
|                        | … | …                     |                    |  |  |       |  |  |          |  |  |           |  |
|                        | … | …                     |                    |  |  |       |  |  |          |  |  |           |  |
| …                      | … |                       |                    |  |  |       |  |  |          |  |  |           |  |
|                        |   | …                     | …                  |  |  |       |  |  |          |  |  |           |  |
|                        |   | …                     | …                  |  |  |       |  |  |          |  |  |           |  |
|                        |   | …                     | …                  |  |  |       |  |  |          |  |  |           |  |
| Blichilde del Maine    |   | …                     |                    |  |  |       |  |  |          |  |  |           |  |
|                        |   | …                     | …                  |  |  |       |  |  |          |  |  |           |  |
|                        |   | …                     | …                  |  |  |       |  |  |          |  |  |           |  |
|                        |   | …                     | …                  |  |  |       |  |  |          |  |  |           |  |
| …                      |   | …                     |                    |  |  |       |  |  |          |  |  |           |  |
|                        |   | …                     | …                  |  |  |       |  |  |          |  |  |           |  |
|                        |   | …                     | …                  |  |  |       |  |  |          |  |  |           |  |
|                        |   | …                     | …                  |  |  |       |  |  |          |  |  |           |  |
|                        |   | …                     |                    |  |  |       |  |  |          |  |  |           |  |

### Fonti primarie
- (LA)  Chronicon Santi Maxentii Pictavinis.
- (LA)  Ademarus Engolismensis Historiarum Libri Tres.
- (LA)  Flodoardo, Remensis canonicus, Historiae Remensis.
- (LA)  Rerum Gallicarum et Francicarum Scriptores, Tomus IX.
- (LA) Monumenta Germaniae Historica, Scriptores, tomus II, su dmgh.de. URL consultato il 27 aprile 2022 (archiviato dall'url originale il 12 aprile 2013).
- (LA)  Annales Bertiniani.
- (LA)  Rerum Gallicarum et Francicarum Scriptores, tomus VIII.
- (LA)  Monumenta Germaniae Historica, Scriptores, tomus I.
- (LA)  Monumenta Germaniae Historica, Scriptore, tomus VI.

### Letteratura storiografica
- René Poupardin, I regni carolingi (840-918), in «Storia del mondo medievale», vol. II, 1979, pp. 583–635
- Louis Halphen, Francia: gli ultimi Carolingi e l'ascesa di Ugo Capeto (888-987), in «Storia del mondo medievale», vol. II, 1979, pp. 636–661
- Christian Settipani, La Préhistoire des Capétiens (Nouvelle histoire généalogique de l'auguste maison de France, vol. 1), éd. Patrick van Kerrebrouck, 1993
- (FR)  Alfred Richard, Les comtes de Poitou, tome I.